# Barclaya rugosa
Barclaya rugosa  ist eine Pflanzenart aus der Gattung Barclaya innerhalb der Familie der Seerosengewächse (Nymphaeaceae). Diese Wasserpflanze wurde 2022 erstbeschrieben und wurde bisher nur auf Malaiischen Halbinsel gefunden.

## Beschreibung

### Vegetative Merkmale
Barclaya rugosa ist eine ausdauernde krautige Pflanze. Die 2 bis 8 Zentimeter langen und 1 bis 2 Zentimeter breiten Rhizome sind dicht behaart.
Die Laubblätter sind in Blattstiel und -spreite gegliedert. Die grünen Blattstiele sind 5 bis 15 Zentimeter lang. Die einfache, runzlige, hell-grüne Blattspreite ist bei einer Länge von 8 bis 17 Zentimetern sowie einer Breite von 8 bis 16 Zentimetern herzförmig.

### Generative Merkmale
Der Blütenstiel ist 10 bis 15 Zentimeter lang. Die tagblühenden Blüten weisen einen Durchmesser von 5 bis 6 Zentimetern auf. Es sind 40 bis 50 Staubblätter vorhanden. Die etwa neun Fruchtblätter sind zu einem Fruchtknoten verwachsen.
Die Frucht ist bei einem Durchmesser von etwa 2 Zentimetern kugelig. Die stacheligen Samen sind bei einer Länge von etwa 2 Millimetern ellipsoid.

### Zytologie
Die Chromosomenzahl beträgt 2n = 36.

## Ökologie
Sämlinge können submers wachsen, aber ausgewachsene Pflanzenexemplare wachsen zwingend emers. Es wurden keine Ausläufer gebildet.
Die Blüten sind tagblühend. Der Blütenduft wird als stechend, fermentiert, oder an fauligem Fleisch erinnernd beschrieben. Die Bestäubung erfolgt möglicherweise durch Fliegen.

## Taxonomie
Das Typusexemplar wurde am 16. August 1966 in Westmalaysia gesammelt.
Die Erstbeschreibung erfolgte 2022 durch Sofiman Othman und Niels Jacobsen in A reassessment of the genus Barclaya (Nymphaeaceae) including three new species. in Nordic Journal of Botany, Volume 2022, Issue 5. Das Artepitheton rugosa bezieht sich auf die runzligen Laubblätter.

## Vorkommen und Gefährdung

### Lebensraum
Sie kommt in beschatteten Lebensräumen in Bächen, temporären Tümpeln und Sümpfen vor.

### Gefährdung
Barclaya rugosa wird anhand der IUCN-Kriterien als LC = „Least Concern“ = „nicht gefährdet“ eingestuft.